# В защиту расы
«В защиту расы» (итал. La Difesa della Razza) — фашистский еженедельный журнал, издававшийся в Риме во время фашистского режима в Италии, между 1938 и 1943 годами. Подзаголовок журнала — «Наука, Документы, Полемика» (Scienza, Documentazione, Polemica). Сыграл значительную роль в реализации расовой идеологии после вторжения Италии в Эфиопию и введения итальянских расовых законов в 1938 году.

## История
Журнал был создан Управлением по расовым проблемам во главе с нордицистским расовым теоретиком Гвидо Ландра. Номер журнала впервые опубликован 5 августа 1938 года. Директором-основателем журнала был Джулио Коньи, но он покинул этот пост, когда понял, что его идеи о расах использовались фашистскими лидерами без каких-либо ссылок на него. Коньи на этом посту заменил Телесио Интерланди. Его секретарем-редактором и помощником был Джорджио Альмиранте. В состав редколлегии входили ведущие врачи и учёные. Выходил раз в две недели.
Журнал финансировался несколькими государственными учреждениями, в том числе Министерством народной культуры, а также банками, промышленными и страховыми компаниями. Он закрылся 20 июня 1943 года после издания 118 выпусков.
Всего было продано 150 тыс. экземпляров каждого выпуска. Однако с ноября 1940 года его тираж значительно сократился из-за начала Второй мировой войны.

## Содержание
Журнал описывал свои цели в первом номере следующим образом:

Мы будем популяризировать с помощью ученых различных дисциплин, связанных с проблемой, основные концепции, на которых основана доктрина итальянского расизма; и мы докажем, что наука на нашей стороне.
В первом выпуске журнала был опубликован «Расовый манифест» ряда учёных, который был руководящим принципом расистской идеологии фашистской Италии. После публикации этого манифеста изменился подход государства к итальянским евреям и к колониальной политике. Манифест подвергся сильной критике, в том числе за утверждение, что итальянцы являются «чистой расой», сочтённое абсурдным.
Журнал публиковал и другие теории, связывающие древних «нордических арийцев» с итальянцами, например, теорию, согласно которой «нордические арийцы» пришли в Италию в эпоху энеолита. Многие авторы приняли традиционную нордицистскую идею о том, что упадок и разрушение Римской империи были связаны с приходом «семитских» иммигрантов. Авторы «Защиты расы» разделились в своих идеях относительного того, как итальянцы освободились от «семитского» влияния. Журнал продвигал идеи культурного расизма и итальянского примитивизма, отвергающего основы европейского модернизма. Среди его авторов были Лино Бусинко, Луиджи Кастальди, Элио Гаштайнер, Гвидо Ландра и Марчелло Риччи, являвшиеся деятелями науки и публиковавшие статьи о биологическом расизме. Статьи Гвидо Ландра были в основном посвящены наследственным заболеваниям. Другой часто освещаемой в журнале темой был антисемитизм. Евреи и «чёрные» при помощи фотографий изображались в негативном ключе.